# Polsk Wikipedia
Polsk Wikipedia (polsk: Polskojęzyczna Wikipedia,  dansk: den polsksprogede Wikipedia) er den polsksprogede  version af det verdensomspændende encyklopædi-projekt Wikipedia. Den polsksprogede Wikipedia blev lanceret den 26. september 2001, og havde pr. 14. marts 2013 over 956.000 artikler. Det er den næststørste Wikipedia på et slavisk sprog målt på antal artikler og den næststørste wikipedia på et sprog, der kun er officielt sprog i et land. I november 2016 er det den 11. største wikipedia.
Pr. onsdag den 26. marts 2025 har den polsksprogede Wikipedia 1.652.417 artikler, 4.354 aktive bidragydere og 94 administratorer.

## Historie
Polsk Wikipedia var fra september 2001 som et uafhængigt projekt under domænet wiki.rozeta.com.pl Arkiveret 13. februar 2006 hos  Wayback Machine. På forslag fra grundlæggerne af Engelsk Wikipedia blev siden en del af det internationale projekt som http://pl.wikipedia.com den 12. januar 2002 og som http://pl.wikipedia.org 22. november 2002. For at undgå cybersquatting, der kunne frustrere potentielle brugere har Polsk Wikipedia også sit eget domæne "wikipedia.pl" som omdirigerer til pl.wikipedia.org.